# Maumere

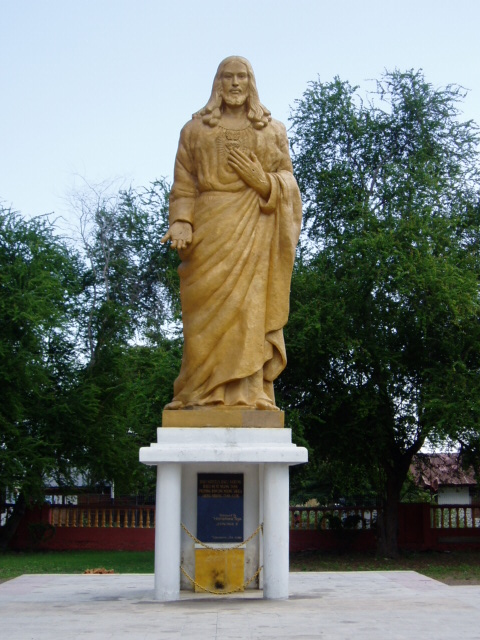
Posąg Jezusa w Maumere

Maumere – miasto w Indonezji na północnym wybrzeżu wyspy Flores w prowincji Małe Wyspy Sundajskie Wschodnie; 48 tys. mieszkańców (2006).
Drugie co do wielkości miasto na wyspie; ośrodek turystyczny (gł. nurkowanie oraz obsługa ruchu turystycznego na wyspę Komodo); muzeum regionalne Ledalero; port lotniczy Wai Oti. Siedziba rzymskokatolickiej diecezji Maumere.